# Jesper Welander
Jesper Juan Welander, född 2 oktober 1981 i Stockholm, är en svensk musikproducent och låtskrivare. 
Welander har skrivit låtar till bland andra Ken Ring och Medina. Han har också ett flertal gånger medverkat som låtskrivare i Melodifestivalen i återkommande samverkan med Yvonne Dahlbom: "Allting som vi sa" till Ida Redig (2018), "Alla mina sorger" till Linda Bengtzing (2020), "90-talet" till WAHL och SAMI (2021) och "Tror du att jag bryr mig" till Niello och Lisa Ajax (2022).